# Октябрьский (Краснопартизанский район)
Октябрьский — поселок в Краснопартизанском районе Саратовской области России. Входит в состав сельского поселения Рукопольское муниципальное образование.

## География
Находится на расстоянии примерно 40километров по прямой на восток-юго-восток от районного центра поселка Горный. 

## История
Основано в 1929 году.

## Население
Население составляло 397 человека в 2002 году (66% русские, казахи 29%),  265 в 2010.